# 蘇我高麗
蘇我高麗（そが の こま，生卒年不詳），本名蘇我馬背，苏我氏成员，父亲叫苏我韓子，母亲名叫高麗毘賣（こまひめ）。因她来自高句丽，所以苏我马背又称苏我高丽，他是苏我稻目父亲。雖然他地位很高，但記紀（古事記、日本書紀）中没甚么地方说他。